# Casa Grande (Minas Gerais)
Pour les articles homonymes, voir Casa Grande.
Casa Grande est une ville du Brésil, située dans l'État du Minas Gerais et la microrégion de Conselheiro Lafaiete.

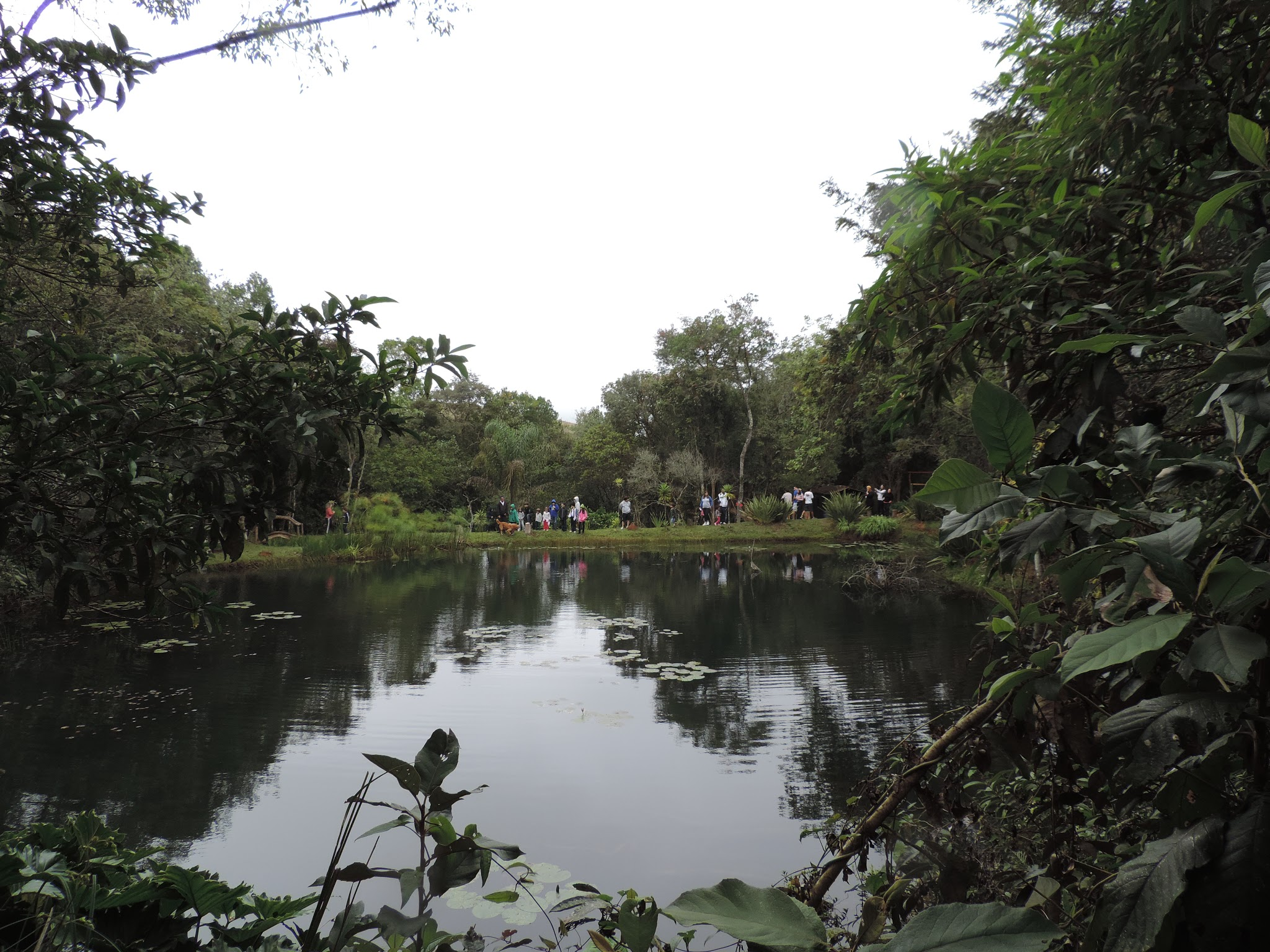
Casa Grande, MG - Hôtel Fazenda

## Maires
| Période | Période | Identité              | Étiquette | Qualité |
| ------- | ------- | --------------------- | --------- | ------- |
| 2009    | 2012    | Eleoterio de Oliveira | PSDB      |         |